# Bruno Granholm

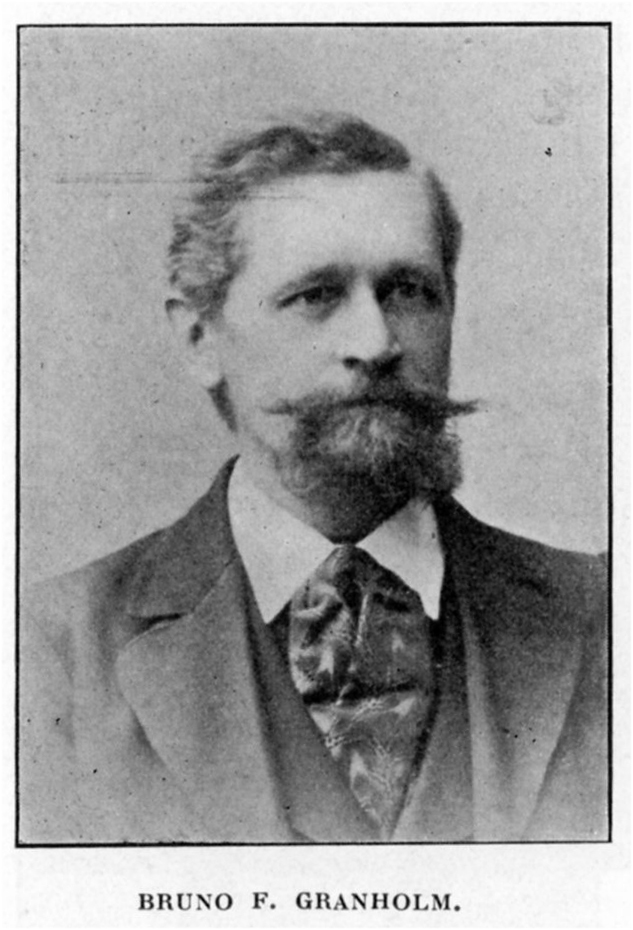
Bruno Granholm

Ferdinand Bruno Granholm (* 14. Mai 1857 in Myrskylä; † 29. September 1930) war ein finnischer Architekt, der von 1892 bis zu seinem Ruhestand 1926 im Eisenbahnamt arbeitete und zuletzt dessen Direktor war. Viele von Granholms Anfang der 1900er Jahre gebauten hölzernen Bahnhofsgebäude sind heute noch in Verwendung und befinden sich in gutem Zustand.

## Leben
Er wurde als Sohn von Laura (geb. Tallgren (1815–1889)) und Dean Tallgren Johan Granholm (1806–1880) geboren und besuchte zunächst die Schule in Myrskylä, dann die höhere Schule im 30 km entfernten Porvoo. Von 1872 bis 1882 studierte er an der Polytechnischen Hochschule in Helsinki, die ab 1879 Polytechnisches Institut Helsinki hieß. Während des Studiums machte er Praktika, unter anderem bei dem renommierten Architekten Theodor Höijer (1843–1910), später auch bei Theodor Decker und Frans Anatolius Sjöström. Zusätzlich belegte er einen Bahntechnik-Lehrgang, ein Indiz für seine Interessen in diese Richtung. Bis 1892 arbeitete er in einem Architekturbüro und wurde dann von der finnischen Staatsbahn als Zeichner eingestellt. Innerhalb eines Jahres wurde er zum „Chef-Architekten“ befördert und 1895 war er Abteilungsleiter für das Gebäudewesen. Neben seiner Tätigkeit für die Bahn entwarf Granholm auch mehrere andere Gebäude wie Villen  und Mehrfamilienhäuser.

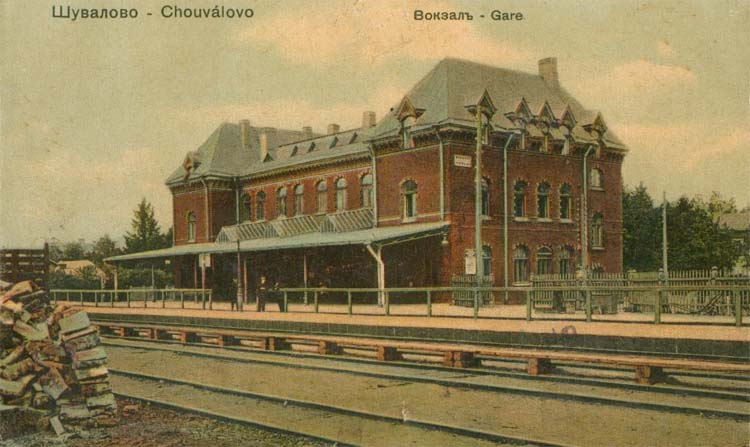
Bahnhofsgebäude von Shuvalovo (Шувалово) von 1918, 12 Kilometer nördlich vom Finnischen Bahnhof an der „Oktober-Eisenbahn“

Granholms Stil ist stark geprägt von der romantischen Epoche, wie sie dem Zeitgeschmack entsprach. Die Gebäude gelten als besonders wertig und detailliert ausgeführt mit Schnitzereien und anderen dekorativen Elementen, die sie von anderen, ähnlichen Gebäuden deutlich hervorheben.
Granholm war mit Maria Charlotta Granholm geb. Fagerlund verheiratet, die unter andern die Tochter Freydis Maria (1885–1969) zur Welt brachte.